# La Grange Nunataks
I La Grange Nunataks sono un gruppo sparso di nunatak che si estendono per 22 miglia nautiche (41 km) a partire dalla fronte del Ghiacciaio Gordon, nel fianco settentrionale della Catena di Shackleton, nella Terra di Coats in Antartide.
Furono mappati per la prima volta nel 1957 dalla Commonwealth Trans-Antarctic Expedition (CTAE) e fotografati dagli aerei della U.S. Navy nel 1967. Ricevettero questa denominazione dal Comitato britannico per i toponimi antartici (UK-APC) in onore di Johannes J. La Grange, meteorologo sudafricano della CTAE.

## Elementi significativi
- Butterfly Knoll
- Mathys Bank
- Morris Hills
- Monte Beney
- Monte Etchells
- The Dragons Back
- True Hills
- Wiggans Hills